# Walter Samuel Goodland

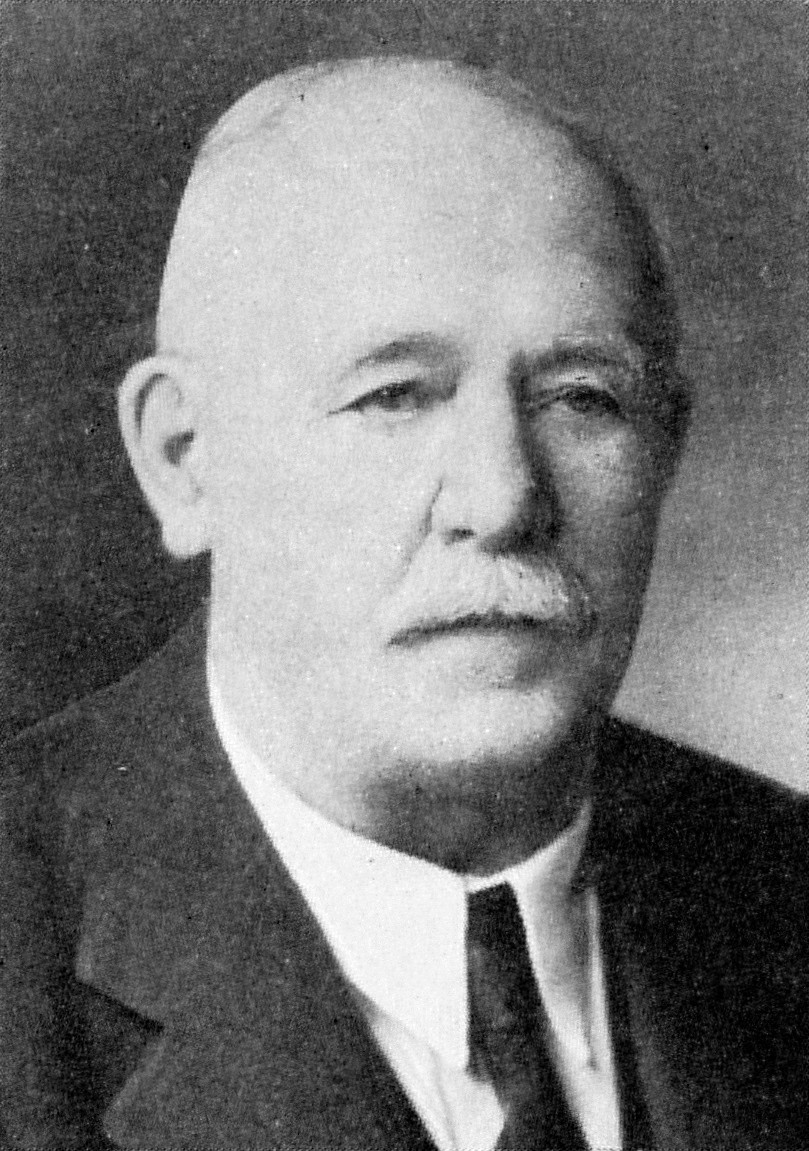
Walter Samuel Goodland

Walter Samuel Goodland (* 22. Dezember 1862 in Sharon, Walworth County, Wisconsin; † 12. März 1947 in Madison, Wisconsin) war ein US-amerikanischer Politiker und von 1943 bis 1947 der 31. Gouverneur des Bundesstaates Wisconsin.

## Frühe Jahre
Walter Goodland besuchte die örtlichen Schulen seiner Heimat und für ein Jahr das Lawrence College. Dann war er kurzzeitig als Lehrer in der Gegend um Appleton tätig, ehe er in der Anwaltspraxis seines Vaters Jura studierte. Nach seinem Examen und seiner 1886 erfolgten Zulassung als Rechtsanwalt zog er nach Wakefield in Michigan, wo er eine eigene Kanzlei eröffnete. In Michigan stieg er auch in das Zeitungsgeschäft ein. Nach einem Umzug nach Ironwood gründete er die Zeitung „Ironwood Times“, deren Verleger und Herausgeber er zwischen 1888 und 1895 war. 1895 kehrte er nach Wisconsin zurück, wo er weiterhin im Zeitungsgeschäft tätig blieb. Zwischen 1902 und 1933 war er der Eigner und Herausgeber der Zeitung „Racine Times“, die in seinem neuen Wohnort Racine erschien.

## Politischer Aufstieg
In Racine begann auch sein politischer Aufstieg als Mitglied der Republikanischen Partei. Zwölf Jahre lang war er Leiter der Wasserversorgung von Racine. Zwischen 1911 und 1915 war er Bürgermeister dieses Ortes; von 1927 bis 1934 saß er im Senat von Wisconsin. Im Jahr 1938 wurde er zum Vizegouverneur seines Staates gewählt. In diesem Amt wurde er in den Jahren 1940 und 1942 jeweils bestätigt. Bis 1943 war er damit Stellvertreter von Gouverneur Julius P. Heil. Bei den Gouverneurswahlen des Jahres 1942 wurde eigentlich Orland Steen Loomis zum neuen Gouverneur gewählt, während Goodland als Vizegouverneur von den Wählern betätigt wurde.

## Gouverneur von Wisconsin
Der gewählte Gouverneur Loomis verstarb noch vor seiner Amtseinführung, und der oberste Gerichtshof von Wisconsin entschied, dass Vizegouverneur Goodland nun dessen Amt übernehmen sollte. Zuvor hatte es einen Disput mit Julius Heil gegeben, der die Meinung vertrat, er müsse nun weiter als Gouverneur im Amt bleiben. Damit war Walter Goodland ab dem 4. Januar 1943 Gouverneur von Wisconsin. Zu diesem Zeitpunkt war er bereits über 80 Jahre alt. Trotzdem strebte er 1944 und 1946 jeweils seine Wiederwahl an, die ihm auch jedes Mal gelang.
In Goodlands Regierungszeit fällt das Ende des Zweiten Weltkrieges. Nun musste die Industrieproduktion, wie überall in den Vereinigten Staaten wieder auf den zivilen Bedarf zurückgefahren werden, und die heimkehrenden Soldaten mussten wieder in die Gesellschaft eingegliedert werden. Zum Zeitpunkt der Gouverneurswahl des Jahres 1946 war Goodland beinahe 84 Jahre alt. Trotzdem ließ er sich in eine dritte Amtszeit wählen. Er konnte aber nur noch wenige Wochen regieren: Am 12. März 1947 erlag er einem Herzanfall. Walter Goodland wurde in seiner Heimatstadt Racine beigesetzt. Er war dreimal verheiratet und hatte insgesamt fünf Kinder.